# Šolta
Šolta és una illa i municipi de Croàcia, al comtat de Split-Dalmàcia. Està situada al mar Adriàtic, a l'arxipèlag dàlmata, a l'oest de l'illa de Brač, al sud de Split i a l'est de les illes Drvenik Veli i Drvenik Mali. Comprèn una àrea de 58,98 km² i té una població de 1.675 habitants (2011), que inclou els pobles de Gornje Selo i Grohote. Durant l'Imperi Austrohongarès les viles de Šolta encara tenien els seus noms italians, de l'època veneciana, sent Gornje Selo la Villa Superior.

## Història
Durant l'època de l'Imperi Austrohongarès, els pobles encara tenen el seu nom italià. Villa Grohote, Villa Inf. abreviatura de Villa Inferior (Donje Selo) amb el port Porto Olivetto (Maslinica), Villa Media (Srednje Selo) i Villa Superior (Gornje Selo) amb el port de Stomosca (Stomorska). L'estructura de l'impost sobre la propietat de l'administració austrohongaresa es basava en "Fractionen". La parròquia local de Šolta es va dividir en la comunitat cadastral Grohote, Donje-Selo, Gornje-Selo i Srednje-Selo, és a dir, sota els topònims croats.

## Galeria d'imatges

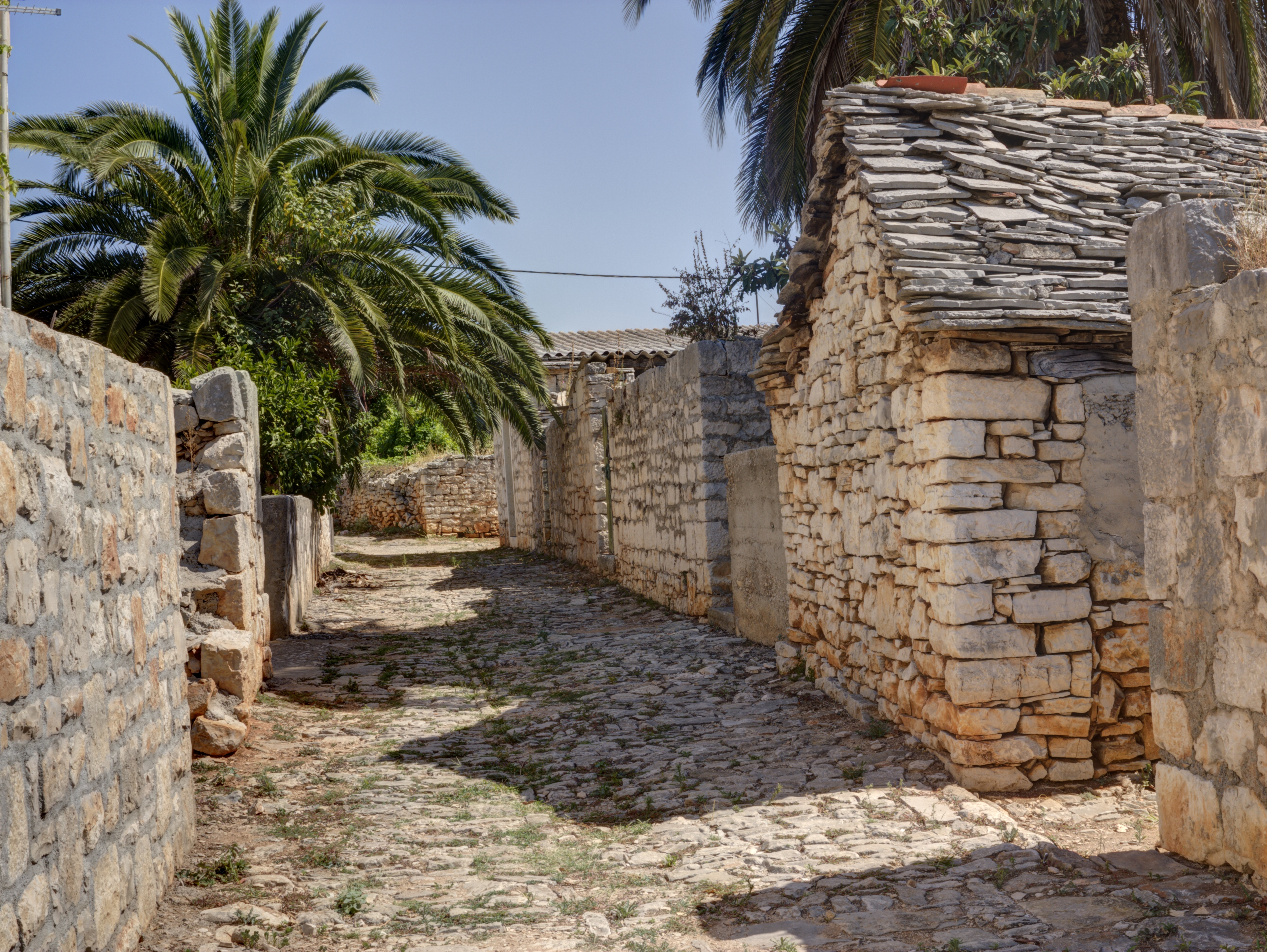
Grohote
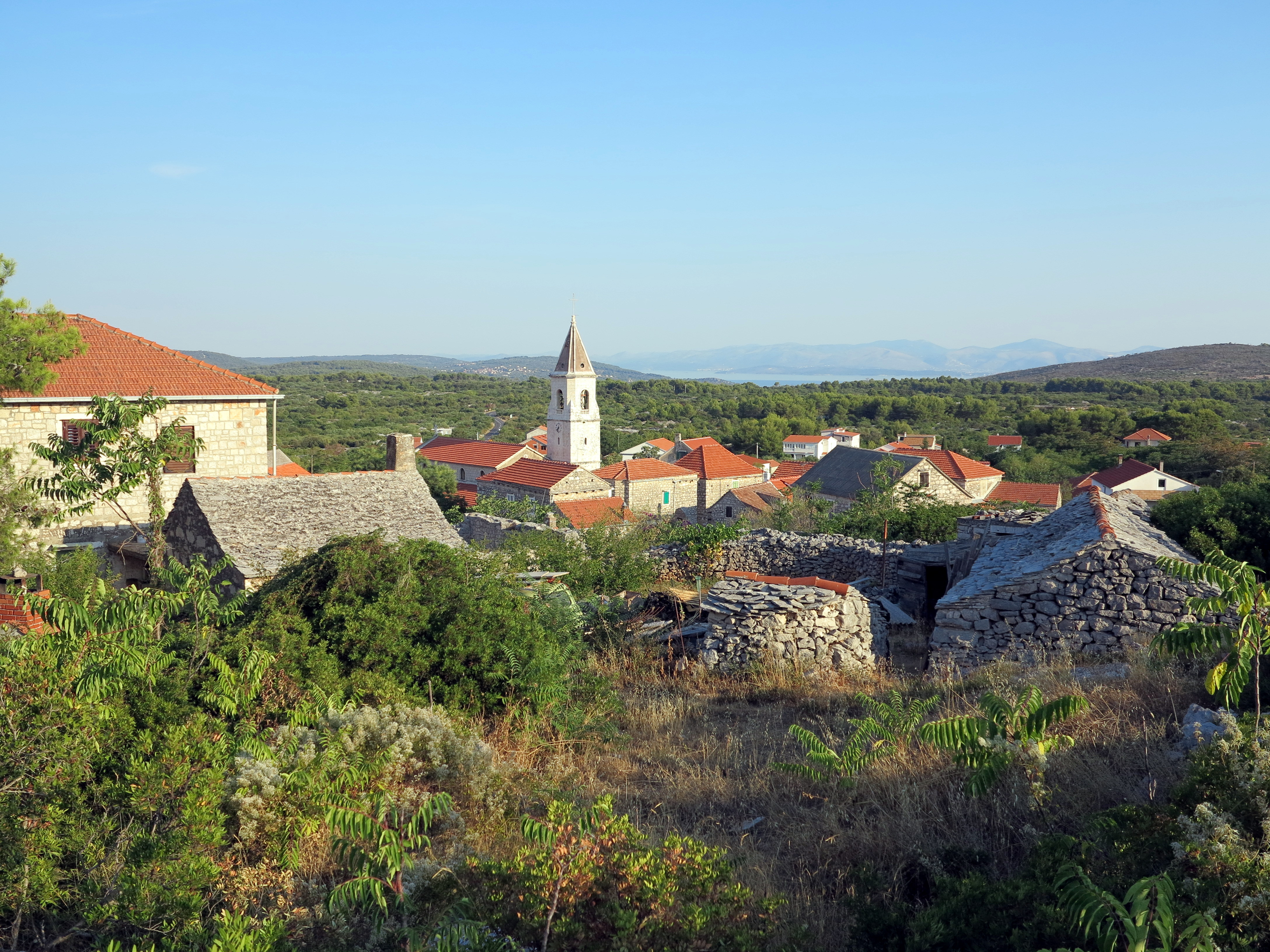
Gornje Selo
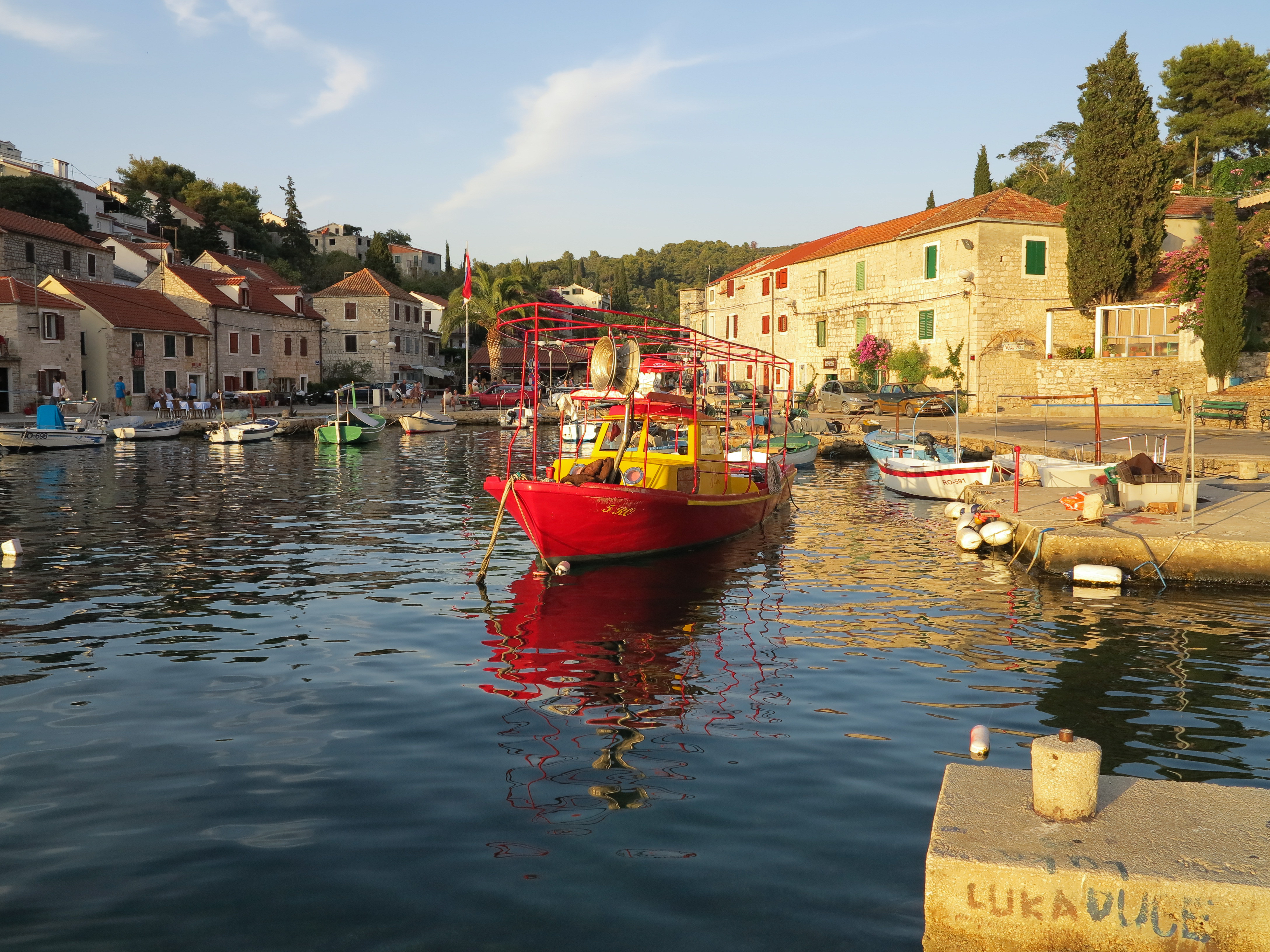
Port de Maslinica
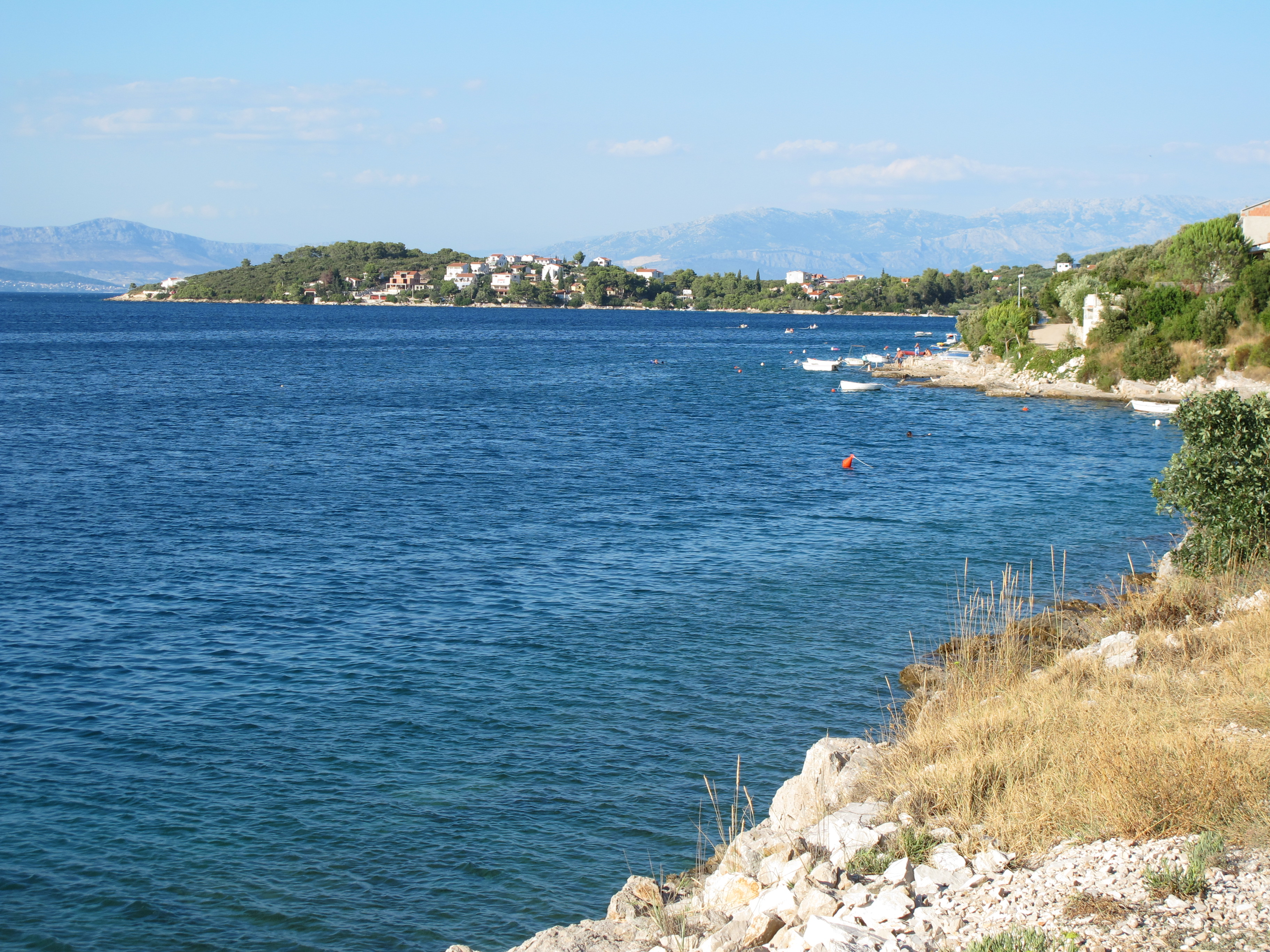
Nečujam
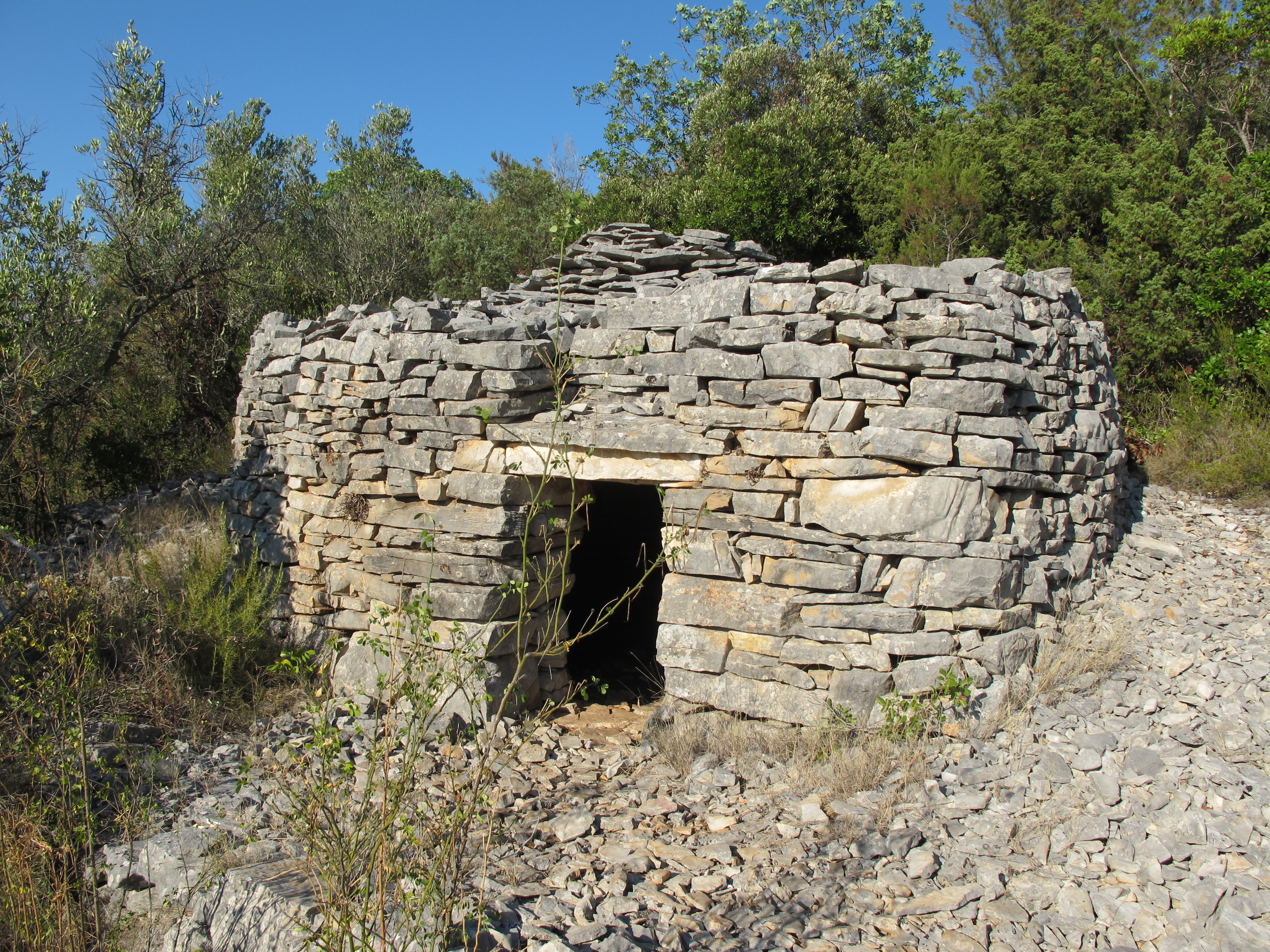
Nečujam
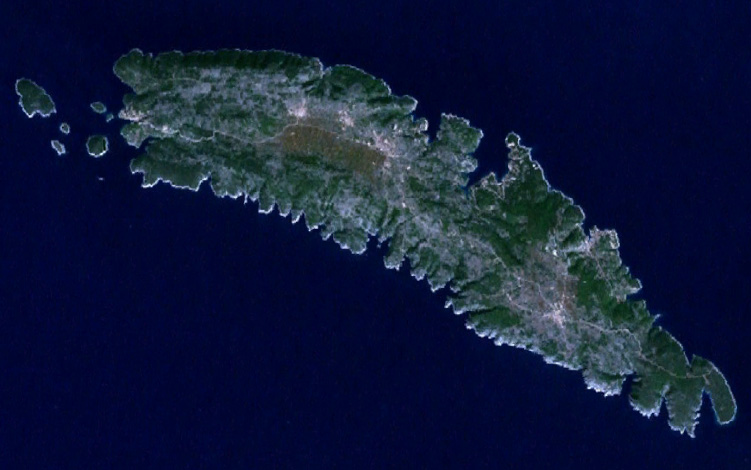
Imatge de satèl·lit de Solta.